# Сёмин, Владимир Николаевич
Владимир Николаевич Сёмин (род. 19 июля 1938 в Туле) — советский фотограф, фотожурналист.

## Биография
Родился в Туле.
В четвёртом классе старший брат Леонид подарил фотоаппарат «Любитель» — с него и началось увлечение фотографией.
Там же окончил механический техникум, одновременно занимаясь в фотоклубе. После окончания техникума уехал работать на Север, где стал сотрудником молодёжной газеты.
В 1958 призван в Советскую армию, отслужил три года. После армии — учёба в Петрозаводском государственном университете, по окончании — фотокорреспондент молодёжной газеты.
В 1970-е, почувствовав свою независимость(после вступления в Союз журналистов СССР в 1969 году), отправился в странствия по Памиру и Алтаю, Сибири и БАМу, по городам и деревням России.
В 1976 году приехал в Москву, фотограф Всеволод Тарасевич, увидев Памирские фотографии, помог устроиться Владимиру Сёмину в фотослужбу АПН. С 1976 по 1982 гг. работал фотокорреспондентом в агентстве печати «Новости».
Сёмин относится к числу немногих отечественных фотографов, получивших признание и на Западе.
Многократный призёр конкурса World Press Photo и ПрессФотоРоссии, участник фестиваля ИнтерФото (1996).
Обладатель (1996) самого престижного в мире фотографии гранта Юджина Смита(«The W. Eugene Smith Memorial Fund»).
Много лет работал над фото проектами, такими как: «Святые источники», «Брошенные деревни, позабытые люди», «За монастырской стеной» и другими. Предпочтительная техника — дальномерная камера «Leica M6» и чёрно-белая ручная фотопечать.
В последние годы проживает в США, работает используя цифровую технику, разрабатывает фото-проекты о людях в Нью-Йорке и снимает отдыхающую публику на океанском побережье США.

## Персональные выставки
- 1987 г. — Фотоцентр, Гоголевский бульвар, 8, Москва.
- 1991 г. — Зал искусств, пр. Кирова, 35, Саратов.
- 1997 г. — Немецкий культурный центр, Москва.
- 1997 г. — «Интеркамера’97», Прага.
- 1997 г. — «V.Siomin & I.Moukhin: contemporary Russian photography». Camera Obskura Gallery, Denver, USA

## Работы находятся в собраниях
- The Museum of Modern Art, New York
- Московский дом фотографии.

## Премия
- The W. Eugene Smith Memorial Fund 1996

## Публикации в книгах
- 1986 D.Mrazkova & V.Remes «Another Russia», Thames&Hudson, London
- 1988 Taneli Escola & Hannu Eerikainen «Toisinnakijat» (Инаковидящие) Helsinki
- 1988 «Say Cheese!», Soviet Photography 1968—1988 Editions du Comptoir de la Photographie
- 1991 «Changing Reality» Starwood Publishing, Inc.
- Evgeny Berezner, Irina Chmyreva, Natalia Tarasova and Wendy Watriss. «Contemporary Russian Photography», FotoFest 2012 Biennial Houston.
- «Red Horizon — Contemporary Аrt and Photography in the USSR and Russia, 1960—2010». The Columbus Museum of Аrt, USA. 2017

## Интервью
- Богатко Юлия. «Лучшие фотографы страны Владимир Семин» АФИША, 2012
- Горшков Павел «Владимир Сёмин. Я ищу всегда случайность» 1997
- Горшков Павел «Владимир Сёмин. Мастер-класс в Манеже» 2004  (недоступная ссылка)
- Пожарская Светлана. "Анатомия одной фотографии. Владимир Семин. «Курская область. Уборка свеклы» 2004